# Jesus (telenovela)
Jesus é uma telenovela brasileira produzida pela Record em parceria com a produtora Casablanca exibida de 24 de julho de 2018 a 22 de abril de 2019, em 193 capítulos, substituindo a minissérie Lia e sendo substituída por Jezabel. É a 30.ª novela exibida pela emissora desde a retomada da dramaturgia em 2004. Baseada na vida de Jesus Cristo, foi escrita por Paula Richard, com colaboração de Camilo Pellegrini, Joaquim Assis, Larissa de Oliveira, Meuri Luiza, Natália Piserni, Natália Sambrini, Rodrigo Ribeiro e Vítor de Oliveira, consultoria histórica de Irene Bosisio, José Lúcio, Márcio Sant'anna e Maurício Santos, sob direção geral de Edgard Miranda.
Foi a quarta telenovela brasileira gravada em 4K, formato superior ao HD usada nas produções até então, utilizando-se da mesma tecnologia dos filmes estadunidenses, uma vez que as anteriores também foram exibidas pela RecordTV.
Contou com as atuações de Dudu Azevedo, Day Mesquita, Fernando Pavão, Claudia Mauro, Petrônio Gontijo, Guilherme Winter, Beth Goulart e Mayana Moura.

## Enredo
Após uma profecia revelar que o filho de Deus estava a caminho, o rei Herodes manda matar todos os recém-nascidos, temendo perder seu poder, porém Maria, escolhida para ser mãe do enviado, foge de Jerusalém e cria o menino como um jovem comum. Com o passar dos anos Jesus descobre seu papel no mundo, percorrendo os povos para ensinar paz e igualdade junto com seus doze apóstolos: Pedro, Mateus, Judas Tadeu, Tiago Menor, Tiago Maior, Natanael, Tomé, Filipe, Simão Zelote, João, André e Judas Iscariotes – que o inveja e espera o momento de traí-lo. Quem também se junta a ele é Maria Madalena, uma mulher atormentada por espíritos demoníacos, que se envolve com o centurião Petronius, porém é liberta pelo Messias e passa segui-lo com devoção.
Jesus atrai uma gama fiéis de seguidores – incluíndo a mãe, a irmã Yoná e a viúva Mirian – e retorna a Jerusalém aclamado como o Rei dos Judeus, mas tem que enfrentar a ira de Herodes Antipas, filho de Herodes que planeja cumprir a missão do pai, e de Caifás, sacerdote sem escrúpulos que almeja poder acima de tudo e que despreza a esposa, Judite, por ela nunca ter lhe dado um filho, traindo-a com Livona. Além disso, os dois influenciam o governador Pôncio Pilatos a perseguir e colocar o povo contra Jesus, mesmo com os pedidos clementes da esposa Cláudia, que profetiza em seus sonhos o horror no mundo caso o escolhido fosse morto, e da filha Helena, a maior opositora ao pai, que preza pela justiça e pela ajuda aos pobres. Ainda há Herodíade, esposa de Herodes Antipas, que manipula-o e influencia suas decisões por seus caprichos, sendo extremamente cruel.
Paralelamente há outras histórias, como de Adela, que abandonou na infância os filhos, Dimas e Gestas, por não ter condições de cria-los e se tornou prostituta para fugir da pobreza, retornando anos depois para tentar reencontrá-los. Barrabás, um rebelde revolucionário, que despreza os romanos, sendo capaz de tudo para livrar o povo judeu da tirania romana, e que por consequências de seus atos, acaba fazendo com que ele se depare com Jesus em um momento decisivo para sua vida. Esposa de Mateus, Asisa sempre odiou Maria por sua bondade e constantemente inventa calúnia sobre ela e seus filhos. Irmã de Asisa, Laila sempre foi humilhada pelo violento marido Simão Fariseu, mas se entrega a um amor proibido com Jairo, melhor amigo dele. Tiago Justo odeia e desacredita em Jesus, seu irmão, além sofrer por não ser correspondido por Deborah, que só tem olhos para Caius, um soldado mau-caráter, que coage Longinus às suas ordens por conhecer seu mais profundo segredo. Em meio a tudo isso Jesus ainda lida com as tentações de Satanás, que mina seu caminho e dos seus próximos.

## Elenco
| Intérprete         | Personagem                   |
| ------------------ | ---------------------------- |
| Dudu Azevedo       | Jesus de Nazaré              |
| Mayana Moura       | Satanás                      |
| Day Mesquita       | Maria Madalena               |
| Fernando Pavão     | Petronius                    |
| Claudia Mauro      | Maria de Nazaré              |
| Petrônio Gontijo   | Simão Pedro                  |
| Guilherme Winter   | Judas Iscariotes             |
| Beth Goulart       | Mirian de Alfeu              |
| Larissa Maciel     | Cláudia Prócula              |
| Nicola Siri        | Pôncio Pilatos               |
| Marcos Winter      | Herodes Antipas              |
| Vanessa Gerbelli   | Herodíade                    |
| André Gonçalves    | Barrabás                     |
| Adriana Garambone  | Adela                        |
| Eucir de Souza     | Caifás                       |
| Marcela Muniz      | Judite                       |
| Barbara Borges     | Livona                       |
| Paulo Figueiredo   | Anás ben Sete                |
| Ricky Tavares      | Judas Tadeu                  |
| Júlia Maggessi     | Helena                       |
| Felipe Cunha       | Jairo                        |
| Manuela do Monte   | Laila                        |
| Rafael Sardão      | Simão Fariseu                |
| Gabriel Gracindo   | Mateus Evangelista           |
| Ana Paula Tabalipa | Asisa                        |
| Giuseppe Oristânio | José de Arimateia            |
| Letícia Medina     | Yoná de Nazaré               |
| Maitê Padilha      | Gabriela                     |
| Rafael Gevú        | João Zebedeu                 |
| Pierre Baitelli    | Natanael Bartolomeu          |
| José Victor Pires  | Tiago de Alfeu (Tiago Menor) |
| César Cardadeiro   | Tiago Zebedeu (Tiago Maior)  |
| Rodrigo Andrade    | Simão Zelote                 |
| Gustavo Rodrigues  | Tomé Dídimo                  |
| Maurício Ribeiro   | André da Galileia            |
| Matheus Fagundes   | Filipe de Betsaida           |
| Paulo Verlings     | Matias                       |
| Dedina Bernardelli | Edissa de Arimateia          |
| Ernani Moraes      | Nicodemos                    |
| Gil Coelho         | Tiago Justo de Nazaré        |
| Felipe Roque       | Caius                        |
| Sacha Bali         | Longinus                     |
| Valentina Bulc     | Salomé Agripa                |
| Kika Kalache       | Sula Zebedeu                 |
| Roney Villela      | Zebedeu                      |
| Tadeu Aguiar       | Chuza                        |
| Anna Lima          | Joana de Chuza               |
| Felipe Cardoso     | Ami de Betesda               |
| Paulo Lessa        | Goy                          |
| Jéssika Alves      | Maria de Betânia             |
| Dani Moreno        | Marta de Betânia             |
| Vandré Silveira    | Lázaro de Betânia            |
| Bárbara Reis       | Susana                       |
| Polliana Aleixo    | Kesiah                       |
| Drico Alves        | Nemestrino                   |
| Flávio Pardal      | Gestas                       |
| Raphael Montagner  | Hélio                        |
| Cacá Ottoni        | Diana                        |

### Participações especiais

#### Primeira Fase
| Intérprete            | Personagem                 |
| --------------------- | -------------------------- |
| Juliana Xavier        | Maria de Nazaré (jovem)    |
| Guilherme Dellorto    | José de Nazaré (jovem)     |
| Paulo Gorgulho        | Herodes o Grande           |
| Alexandre Slaviero    | Herodes Arquelau           |
| Miguel Roncato        | Herodes Antipas (jovem)    |
| Victoria Pozzan       | Mirian de Alfeu (jovem)    |
| Maurício Mattar       | Joaquim de Nazaré          |
| Talita Castro         | Ana de Nazaré              |
| Luiz Eduardo Oliveira | Barrabás de Yafo (criança) |
| Paulo César Pereio    | Simeão                     |
| Camila Amado          | Hanna                      |
| Bemvindo Sequeira     | Zacarias de Jerusalém      |
| Cláudia Mello         | Isabel de Jerusalém        |
| Victor Sparapane      | Petronius (jovem)          |
| Juliana Boller        | Cassandra (jovem)          |
| Allan Souza Lima      | Judas Galileu              |
| Adriana Birolli       | Cívia de Yafo              |
| Camila Mayrink        | Asisa (jovem)              |
| Ronny Kriwat          | Caifás (jovem)             |
| Vitor Novello         | Nicodemos (jovem)          |
| Edson Fieschi         | Tribuno                    |
| Cesar Pezzuoli        | Saul                       |
| João Fenerich         | Abiel de Betânia           |

#### Segunda Fase
| Intérprete        | Personagem                |
| ----------------- | ------------------------- |
| Iano Salomão      | João Batista de Jerusalém |
| Michel Bercovitch | José de Nazaré            |
| Igor Rickli       | Paulo de Tarso            |
| Marcus Bessa      | Marcos ben Eliaquim       |
| Jonatas Faro      | Lucas, o Evangelista      |
| Angelina Muniz    | Yarin                     |
| Juliana Martins   | Mulher Encurvada          |
| Sérgio Abreu      | Rafael                    |
| Ed Oliveira       | Gadareno                  |
| Giselle Tigre     | Viúva                     |
| Marcelo Batista   | Simão de Cirene           |
| Myrella Victória  | Talita                    |
| Naiumi Goldoni    | Liba Dídimo               |
| Gabriel Moreira   | Lior                      |

## Exibição
Originalmente Jesus tinha previsão de estreia para o início de junho, logo após o fim de Apocalipse. Em abril, porém, a emissora decidiu adiar o lançamento, evitando coincidir com a época dos jogos da Copa do Mundo que tradicionalmente gera uma defasagem de telespectadores. Na ocasião cogitava-se estrear a trama em agosto. Em maio foi anunciado que a novela estrearia em 24 de julho, ficando a cargo da minissérie Lia ocupar a lacuna entre Apocalipse e Jesus. Antes mesmo da estreia a novela foi vendida para o canal Univision, dos Estados Unidos, que já havia batido recordes de audiência com a exibição de outras tramas de cunho épico da RecordTV.
A novela não foi levada ao ar nos dias 24 e 31 de dezembro de 2018, devido às reprises de programas especiais de fim de ano. Também exibia aos sábados, após o Jornal da Record Especial, um compacto semanal com 5 capítulos exibidos na programação intitulado "Jesus: Melhores Momentos".

### Exibição internacional
O desempenho internacional da novela chamou atenção da mídia em geral e os números conseguidos pela produção no mercado internacional são grandiosos. Dublada em espanhol, a primeira exibição internacional de Jesus foi no Panamá. Lançada no dia 15 de outubro de 2018 pelo canal Telemetro, a novela conquistou a liderança na audiência em sua primeira semana de exibição registrando média de 11 pontos e share de 30,5%. Dois dias depois, 17 de outubro de 2018 às 21h, a novela estreou em Moçambique pela TV Miramar batendo recorde histórico de audiência ao atrair mais de seis milhões de telespectadores e obter share de 87%. Logo após, Jesus foi lançada em Porto Rico, República Dominicana, Colômbia e Bolívia.
Em Angola, devido ao sucesso da novela, os atores Dudu Azevedo e Day Mesquita foram convidados para promover o último capítulo da novela no país, que promoveu uma grande ação nos cinemas de toda a Angola, onde uma dessas salas contou com a presença dos atores.
Lançada nos EUA pela Univision às 20h, Jesus estreou com uma média de 1,9 milhão de telespectadores. A novela liderou a audiência do horário nobre latino no país, batendo os canais Telemundo (a principal concorrente) e UniMás (também da Univision). Já na Argentina a produção foi lançada no dia 4 de maio de 2020 às 22h, horário nobre, como parte de um pacote de comemoração da emissora Telefe, que estava completando 30 anos e alcançou a liderança da audiência com 12,4 pontos de média. No segundo capítulo, a novela subiu para os 14,0 pontos de média e, no terceiro dia, chegou a 15,8 de média; obtendo a liderança isolada, foi quase o triplo de audiência da segunda colocada, a Eltrece, sendo a  produção a mais vista da Argentina. A novela também apareceu no Twitter, sendo o assunto mais comentado durante sua exibição. A produção acabou se tornando o programa mais visto pelos argentinos durante os 100 dias de quarentena obrigatória por causa da pandemia do coronavírus. Segundo o Ibope, os primeiros 40 capítulos da novela alcançaram a maior audiência do ano de 2020 no país.

### Reprises
Foi reprisada de 14 de abril de 2020 até 26 de janeiro de 2021, às 21h30, em 202 capítulos, substituindo a reprise de O Rico e Lázaro, já que Gênesis teve a sua estreia adiada devido à pandemia de COVID-19. Com Gênesis sendo movida para a faixa das 21h00, a trama foi substituída pela reprise de Topíssima.
Foi reprisada pela segunda vez de 28 de março a 16 de maio de 2022, às 21h45, num compacto de 35 capítulos, sob o título Jesus — A Série, substituindo o especial A Bíblia e sendo substituída pela reprise de Amor sem Igual. No dia 30 de março de 2022, a trama não foi exibida em ocasião da transmissão do jogo de ida da final entre São Paulo e Palmeiras pelo Campeonato Paulista em algumas praças e do jogo de ida da final entre Fluminense e Flamengo pelo Campeonato Carioca em outras localidades.
Foi reprisada pela terceira vez de 6 de dezembro de 2022 a 11 de setembro de 2023, inicialmente às 21h00, mudando posteriormente para às 21h45, em 200 capítulos, substituindo a quinta temporada de Reis e sendo substituída pela série canadense Quando Chama o Coração. Essa reprise, no entanto, estava sendo exibida como tapa-buraco, enquanto que as produções de Reis seguiam em recesso por conta das festas de fim de ano, retornando em janeiro de 2023, mas com a sexta e sétima temporada de Reis estreando apenas em abril. Com a baixa audiência da segunda reprise de Vidas em Jogo, que teve o seu final antecipado para o dia 14 de abril, a trama então passou a cobrir o espaço deixado pela novela antecessora a partir do dia 17 do mesmo mês.
Está sendo reexibida pela RFTV, emissora irmã da Record, desde 4 de março de 2024 na faixa das 20h30, com uma reapresentação às 16h do dia seguinte e maratona dos capítulos da semana aos sábados e domingos das 14h às 16h.
Foi exibida como um especial de Natal no "Cine Aventura" no sábado do dia 21 de Dezembro de 2024 das 15h as 17h, em uma versão de filme intitulado "Maria e José" mostrando de forma resumida os primeiros capítulos até o Nascimento de Jesus.

## Produção
Em 2013 o diretor Alexandre Avancini apresentou para a RecordTV o projeto de uma minissérie baseada na vida de Jesus, após a boa repercussão da temática em A História de Ester, Sansão e Dalila e Rei Davi,  porém na época a emissora decidiu produzir José do Egito e a ideia acabou engavetada. Em novembro de 2015, com o sucesso de Os Dez Mandamentos, o diretor voltou a insistir na produção da história, agora em formato de telenovela, e a proposta entrou na fila de avaliação de orçamento – que já contava com a segunda temporada de Os Dez Mandamentos e A Terra Prometida ocupando a grade até o início de 2017. Em março de 2016, porém, O Rico e Lázaro e Apocalipse foram aprovadas para ocupar o espaço de "novela das oito" na sequência e a produção sobre Jesus perdeu força. A principal justificativa era que a emissora já havia exibido A Bíblia, minissérie estadunidense que abordava os mesmos temas que o diretor desejava contar. No final de 2017 Paula Richard entregou para a direção uma sinopse baseada no livro Gênesis, que percorreria a história de Adão e Eva e seus herdeiros, porém a emissora considerou a história fraca naquele momento e pediu à autora que produzisse uma síntese sobre a história de Jesus, tendo a profissional como referência por ter conseguido discutir temas da atualidade em O Rico e Lázaro.
Em 3 de janeiro de 2018 Jesus foi aprovada para ocupar a grade das 20h30 no segundo semestre. Edgard Miranda foi escalado como diretor geral, uma vez que Alexandre estava envolvido na concepção do filme Nada a Perder. A principal inspiração para a produção da novela veio do filme A Paixão de Cristo, buscando utilizar o mesmo formato ao apostar em um texto menos didáticas e com cenas de mais ação e com efeitos especiais, referenciando o longa-metragem na via crúcis de forma violentamente real. Outra inspiração no filme foi a escolha de uma atriz para interpretar o Diabo – diferente do padrão comum, interpretado por homens – sendo que Mayana Moura estudou o perfil criado pela italiana Rosalinda Celentano para compor sua versão. Em abril a equipe o elenco começaram a passar por workshops, oficinas e estudos teóricos.

### Gravações e cenografia

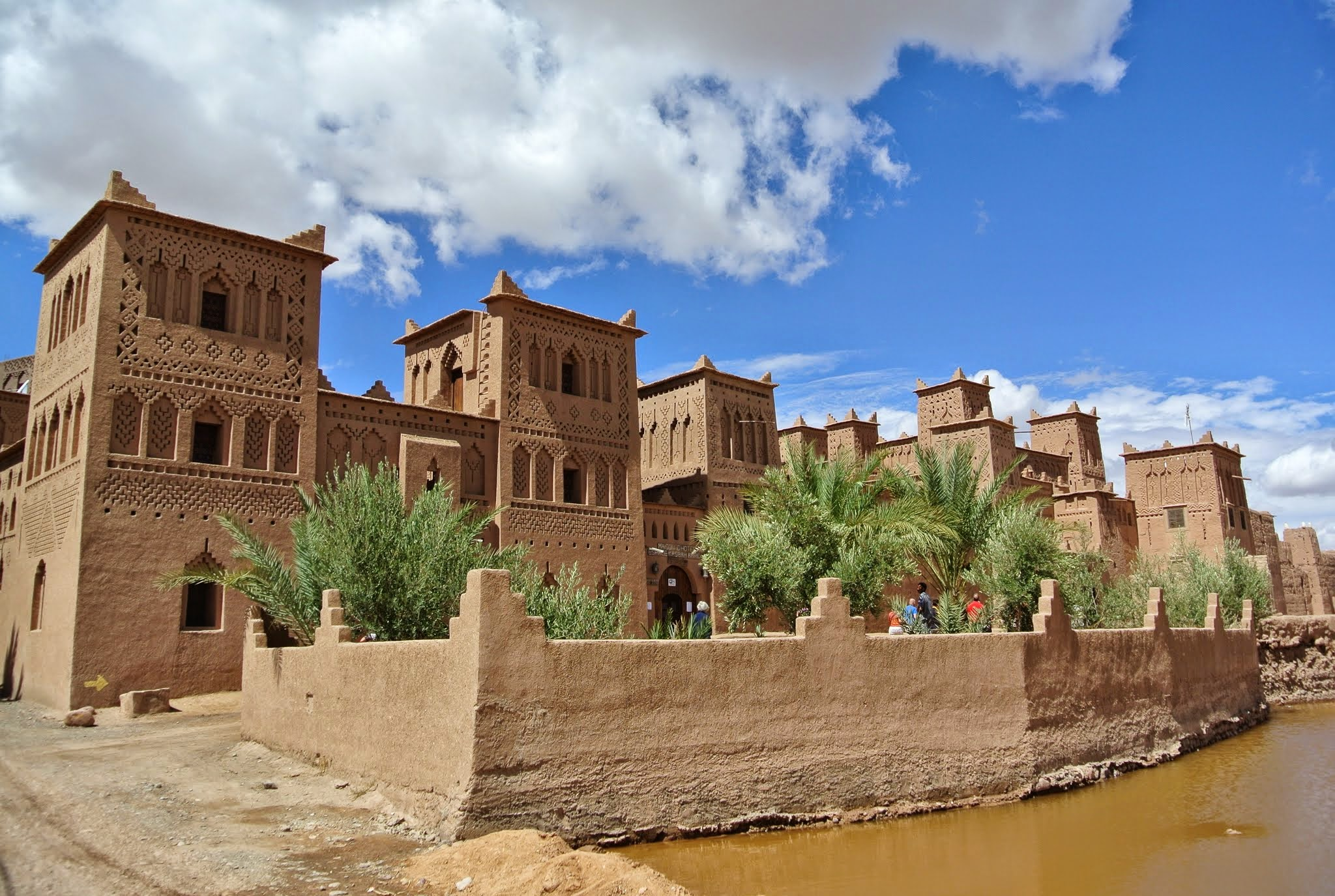
As primeiras cenas foram gravadas em Uarzazate, no Marrocos.

As gravações começaram em junho em 2018. Originalmente planejava-se gravar as cenas da primeira fase em Matera, na Itália, que tem construções preservadas da época antes de Cristo e foi cenário para o filme Ben-Hur, porém a equipe desistiu por precisar de uma locação que também tivesse deserto nos arredores. Uarzazate, no Marrocos, foi então escolhida como cenário principal, sendo conhecida como a "Hollywood do deserto" por já ser estruturada com diversos estúdios e equipes de gravações, onde foram realizados os filmes Gladiador, Príncipe da Pérsia: As Areias do Tempo e o seriado Game of Thrones. Jerusalém, em Israel, também foi selecionada para as gravações das cenas em locais históricos passados na vida real por Jesus.

### Escolha do elenco
Foram escolhidos Dudu Azevedo como protagonista; Day Mesquita como co-protagonista; Mayana Moura como antagonista principal. E ainda Claudia Mauro, Petrônio Gontijo, Guilherme Winter, Nicola Siri, Larissa Maciel, Marcos Winter, Vanessa Gerbelli, Fernando Pavão e Beth Goulart para os demais papéis principais.
Buscando um ator livre de controvérsias e de boa imagem, a emissora convidou Rodrigo Santoro para viver o protagonista, oferecendo R$ 8 milhões mensais pelo trabalho, salário que seria considerado o maior já pago na história da televisão brasileira, mas condizente ao status de astro internacional que ele havia conquistado. O ator, porém, recusou o convite, uma vez que teria que passar meses longe dos Estados Unidos, implicando na recusa de papeis no cinema internacional por 8 meses e na retirada do seriado norte-americano Westworld, do qual ele fazia parte. Além disso, o ator afirmou que não tinha mais vontade de fazer uma telenovela completa por serem demasiadamente longas – a última havia sido Mulheres Apaixonadas, em 2003. Petrônio Gontijo foi cogitado para o papel, porém a direção preferiu não relacionar a imagem de Jesus ao mesmo ator que interpretou o dono da emissora no filme Nada a Perder para evitar controvérsias, deslocando-o para o papel de Pedro. Igor Rickli era a opção mais desejada pela produção, tanto por ele já ter vivido o personagem na montagem Paixão de Cristo de Nova Jerusalém, quanto por ele ter a imagem similar à de Jesus na cultura ocidental, porém o ator já havia emendado três novelas seguidas e estava com a imagem saturada, preferindo poupá-lo.
Em abril, André Bankoff e Dudu Azevedo realizaram os testes para interpretar Jesus. Apesar de André ser dado como certo para o papel por alguns veículos de imprensa pela imagem "mais semelhante" à do personagem, Dudu acabou sendo escolhido por se sair melhor na questão da interpretação e pela imagem mais próxima do que seria a real imagem de Jesus, levando em consideração de onde nascera, enquanto André foi deslocado para o elenco principal de Jezabel. Camila Rodrigues chegou a ser confirmada como Maria Madalena, mas foi substituída por Day Mesquita após a boa repercussão da atriz no filme Nada a Perder. Guilherme Winter, Beth Goulart, Larissa Maciel, Ricky Tavares, Raphael Montagner e outros diversos atores que estavam confirmados no elenco de Topíssima foram realocados para Jesus após a primeira trama ser adiada para 2019. Fernando Pavão chegou a ser dispensado pela emissora após doze anos de trabalhos, porém acabou tendo o contrato renovado e sendo escalado para interpretar Petronius. Cláudia Assunção originalmente interpretaria Maria, mãe do protagonista, porém foi substituída por Claudia Mauro. Já Maurício Mattar chegou a ser confirmado como José, porém acabou sendo deslocado para a participação especial na primeira fase como Joaquim para não conflitar com sua agenda de shows, trocando de papel com Michel Bercovitch, que passou de avô para pai de Jesus. Theo Becker fez testes para interpretar Herodes Arquelau, mas quem ficou com o papel foi Alexandre Slaviero – Theo chegou a dizer que havia desistido do personagem, porém a real informação já havia sido divulgada pela direção.

## Repercussão

### Internacional
Jesus foi considerada uma das melhores telenovelas de 2018, sendo uma das telenovelas mais vistas pela Univision naquele ano.

### Audiência
Exibição Original
Jesus estreou na Grande São Paulo com 13,4 pontos de média e picos de 14,5 pontos, ficando em terceiro lugar na audiência, sendo a primeira telenovela da emissora desde a retomada da teledramaturgia em 2004 a não atingir o segundo lugar no primeiro capítulo no principal centro comercial televisivo. Em outras regiões, no entanto, a trama atingiu maiores índices e consolidou o segundo lugar, incluindo o Rio de Janeiro com 13,7 pontos, Belo Horizonte com 14,6, Recife com 15,2 e Salvador com 19 – esta última chegando a liderar. Em Goiânia a novela bateu um recorde ao atingir 18,6 pontos e conquistar o primeiro lugar na audiência, fato nunca antes realizado logo em uma estreia fora da Rede Globo. Em 16 de novembro de 2018, Jesus assume a vice-liderança na Grande São Paulo, com as cenas da libertação de Maria Madalena, foram 10 pontos de média, 11 de pico e share de 16%. Na sequência Jesus liberta Maria Madalena dos demônios que a atormentam.
Em 22 de janeiro de 2019, a novela Jesus exibiu o capítulo especial da mulher adúltera, e registrou excelente audiência para Record em São Paulo e no Rio de Janeiro. No Rio de Janeiro, a novela conquistou a vice-liderança com 12 pontos, pico de 13 e share de 18%. Já em São Paulo, Jesus marcou 10 pontos de média, pico de 11 pontos e share de 15%. Na sequência Jesus salva Laila de ser apedrejada, após ser flagrada em adultério.
Em 22 de fevereiro de 2019, foi ao ar o capítulo em que Jesus ressuscita Lázaro, e a novela garantiu altos índices de audiência em São Paulo e Rio de Janeiro.
Na capital paulista, a trama alcançou média de 11 pontos, pico de 12 e share de 16%. Já no Rio de Janeiro, a novela conquistou o segundo lugar isolado com 13 pontos de média, pico de 14 e share de 20%. No capítulo, Jesus ordena que a pedra de entrada seja retirada do sepulcro. Após orar, o Messias pede que Lázaro saia de lá. Milagrosamente, o jovem ressuscita e sai andando. A terceira colocada registrou apenas 7 pontos.
Ao longo de sua exibição a trama teve altos e baixos, porém a partir de 2019, quando entrou na reta final, passou a atingir o segundo lugar contra a telenovela As Aventuras de Poliana, principalmente entre os capítulos da crucificação e ressurreição de Jesus. O último capítulo marcou 11,7 pontos, permanecendo na vice-liderança. A novela fechou com a média geral de 10 pontos, representando um aumento de dois pontos em relação à Apocalipse.
Primeira reprise
Reestreou com 5,8 pontos. O segundo capítulo cravou 5,2 pontos. Em 26 de abril de 2020, registrou 5,9 pontos, chegando a assumir a vice-liderança por alguns minutos com as cenas do batismo de Jesus. Em 22 de julho de 2020, bate outro recorde com 6,3 pontos, agora com a exibição da morte de João Batista. Em 29 de julho de 2020, alcançou 6,7 pontos com a cena em que Jesus faz dois homens cegos recuperarem a visão. Em 12 de agosto de 2020, a novela bate um novo recorde de audiência, alcançando pela primeira vez a marca dos 7,3 pontos nesta exibição.
Em 8 de setembro de 2020, alcança a vice-liderança em São Paulo e Rio de Janeiro, precedida pela estreia de A Fazenda 12. Em São Paulo, marcou 7,0 pontos de média, pico de 13 e 10% de share. No Rio de Janeiro, cravou 7,0 pontos de média, pico de 11 e 10% de share. No dia seguinte, cravou 9,3 pontos, batendo recorde em São Paulo. Em 16 de setembro de 2020, atingiu 10,0 pontos na Grande São Paulo, batendo mais um recorde. Em 23 de setembro, volta a bater mais um recorde com 10,4 pontos. Em 9 de outubro de 2020, a reprise alcançou seu quinto maior desempenho, ao antingir 10,2 pontos de média na Grande São Paulo. Em 21 de outubro de 2020, bate novo recorde com 11,6 pontos de média.
Em 28 de outubro de 2020, a reprise bateu recorde de audiência, ao marcar 12 pontos de média, 14 pontos de pico e share de 17%, sendo esse seu melhor resultado desde a estreia.
Bateu recorde negativo no dia 13 de maio de 2020 com 3,8 pontos.
O último capítulo, exibido em 26 de janeiro de 2021, obteve 10,3 pontos ficando na vice-liderança isolada. Mesmo com o crescimento durante o meio da história, a novela fechou com a média geral de 6,4 pontos, índice abaixo do esperado para o horário.
Segunda reprise
Reestreou com 7,4 pontos, tendo um desempenho um pouco melhor do que a da sua primeira reprise. O segundo capítulo (no caso episódio da série segundo a sua edição), registrou 7,6 pontos. Em 5 de abril de 2022, registrou até então seu menor índice com 6,2 pontos. No dia 20, bate recorde com 8,4 pontos. Em 11 de maio, bate seu segundo recorde com 8,8 pontos. O último capítulo registrou 5,9 pontos. Teve média geral de 6,5 pontos.
Terceira reprise
Reestreou com 5,7 pontos. O segundo capítulo marcou 5,4 pontos. Em 16 de janeiro de 2023, registrou 5,8 pontos. Em 13 de fevereiro registrou 6 pontos. Em 5 de abril registrou 6,1 pontos. Em 19 de abril volta a bater recorde com 6,6 pontos. Em 7 de junho marcou 7,1 pontos. Seu maior índice foi registrado nos dias 21 de junho e 30 de agosto com 7,2 pontos. O último capítulo registrou 6,4 pontos. Fechou com a média geral de 5,2 pontos.

### Análise da crítica

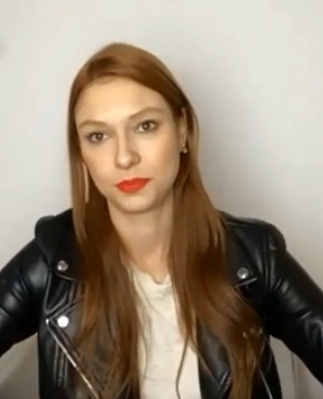
A performance de Day Mesquita como Maria Madalena, recebeu elogios da crítica.

Jesus recebeu críticas polarizadas dos críticos especializados em televisão. Gabriel Vaquer, da coluna NaTelinha, do portal UOL, destacou o texto da trama, dizendo: "Dinâmico, até ousado para um folhetim bíblico e curioso. Achei corajosa a decisão de retratar os filhos de Maria, mãe de Jesus, por exemplo. E ousadia é o que as novelas religiosas menos tem". Também elogiou a direção de Edgard Miranda: "Por mais que se siga um padrão, Edgard tenta fazer diferente na medida que pode fazê-lo". Sobre o elenco, elogiou as atuações de Day Mesquita e Mayana Moura, dizendo que "Day evoluiu muito como atriz e que tem mostrado capítulo a capítulo que mereceu a chance", e que "Mayana estar divertida e malandra em alguns momentos e definitivamente fascinante, é a melhor personagem até aqui". Porém criticou a atuação do protagonista Dudu Azevedo, classificando como uma interpretação "distante e fria". Patrícia Kogut, do O Globo, analisou o primeiro capítulo da trama dizendo que "o capítulo foi didático, mas construído com lógica, diferentemente do que aconteceu com "Apocalipse", sua antecessora. Mas pecou pelo elenco de altos e baixos, responsável por uma concentração impressionante de caretas por metro quadrado de cenário". Gabriel Vaquer, ressaltou novamente a atuação de Day Mesquita, "Day tem sido uma das atrizes mais elogiadas pelo público em "Jesus". Protagonista da trama junto com Dudu Azevedo, seu nome é o segundo a aparecer nos créditos". Nilson Xavier do portal UOL, criticou a escalação de Dudu Azevedo como o protagonista, para ele a novela merecia um ator à altura do carisma do personagem. Ele diz que o ator vai ao extremo para interpretar o personagem. Dudu Azevedo exagera no olhar de contemplação, no "olhar de paisagem". O portal Folha de Pernambuco, avaliou o fato da Record conseguir colocar novamente a novela principal de sua programação no patamar de dois dígitos de audiência, dizendo que "Jesus está longe de ser um sucesso retumbante, mas ao menos tira a emissora da irrelevância". E também elogiou as atuações de Mayana Moura, Day Mesquita e Larissa Maciel, porém criticou as atuações de Dudu Azevedo, Fernando Pavão e Ricky Tavares, falando que "embora seja protagonizada por um personagem masculino, quem manda mesmo nas principais cenas de "Jesus" são as mulheres". Jorge Luiz Brasil, da revista Minha Novela, criticou a trama como "arrastada em muito lirismo e pouca ação", porém elogiou a caracterização, figurino, fotografia e cenário e algumas atuações, com destaque para Day Mesquita e Bárbara Reis, mas criticando as perfomances de Mayana Moura e do protagonista Dudu Azevedo, assim como criticou o excesso de cenas em câmeras lentas e a trilha sonora.

## Trilha Sonora

### Músicas
1. Maria
2. Gravity
3. Perdão
4. Miracles
5. Precioso
6. Por Você
7. Oceanos
8. Segredos
9. Salmo 23
10. For The One
11. Via Dolorosa
12. You Promised
13. Em Seu Olhar
14. Um Novo Lugar
15. Take Everything
16. Pra Onde Eu Irei
17. Deus de Detalhes
18. Quando um Amigo me Ajudou
19. Guarda de Israel (feat. Dudu Azevedo)
20. Nada Mais

### Instrumental
1. Precioso
2. Inimigos
3. Tentações
4. Roma
5. As Bem Aventuranças
6. Desertos
7. Perseguidos
8. Fariseus
9. Noite de Jerusalém
10. Dor da Traição
11. Voz Que Clama no Deserto
12. Parábolas
13. Um Amor em Nazaré
14. O Cordeiro de Deus
15. Luz do Mundo
16. A Estrela de Belém
17. Nos Campos da Galileia
18. Getsêmani
19. Tempestade

## Prêmios e indicações
| Ano  | Prêmio                    | Categoria                          | Indicado               | Resultado | Ref.    |
| ---- | ------------------------- | ---------------------------------- | ---------------------- | --------- | ------- |
| 2018 | Prêmio Contigoǃ Online    | Melhor Novela                      | Paula Richard          | Indicado  | [ 120 ] |
| 2018 | Prêmio Contigoǃ Online    | Melhor Atriz de Novela             | Mayana Moura           | Indicado  | [ 120 ] |
| 2018 | Prêmio Contigoǃ Online    | Melhor Ator de Novela              | Dudu Azevedo           | Venceu    | [ 120 ] |
| 2018 | Prêmio Contigoǃ Online    | Melhor Ator Coadjuvante            | Guilherme Winter       | Indicado  | [ 120 ] |
| 2018 | Troféu AIB de Imprensa    | Melhor Ator                        | Dudu Azevedo           | Indicado  |         |
| 2018 | Troféu AIB de Imprensa    | Melhor Atriz                       | Day Mesquita           | Indicado  |         |
| 2018 | Prêmio Área VIP           | Melhor Novela                      | Paula Richard          | Indicado  | [ 121 ] |
| 2018 | Prêmio Área VIP           | Melhor Atriz                       | Day Mesquita           | Indicado  | [ 121 ] |
| 2018 | Prêmio Área VIP           | Personagem do Ano                  | Satanás (Mayana Moura) | Indicado  | [ 121 ] |
| 2018 | Prêmio Extra de Televisão | Melhor Novela                      | Paula Richard          | Indicado  | [ 122 ] |
| 2018 | Prêmio Extra de Televisão | Melhor Atriz Coadjuvante           | Day Mesquita           | Indicado  | [ 122 ] |
| 2019 | Prêmios Produ             | Melhor Telenovela                  | Paula Richard          | Indicado  | [ 123 ] |
| 2019 | Prêmio Notícias de TV     | Melhor Novela                      | Paula Richard          | Indicado  | [ 124 ] |
| 2019 | Prêmio Notícias de TV     | Melhor Atriz Protagonista          | Day Mesquita           | Indicado  | [ 124 ] |
| 2019 | Prêmio Notícias de TV     | Melhor Ator Protagonista           | Dudu Azevedo           | Indicado  | [ 124 ] |
| 2019 | Prêmio Notícias de TV     | Melhor Atriz Antagonista           | Mayana Moura           | Indicado  | [ 124 ] |
| 2019 | Prêmio Notícias de TV     | Melhor Ator Antagonista            | Guilherme Winter       | Venceu    | [ 124 ] |
| 2019 | Prêmio Notícias de TV     | Melhor Ator Antagonista            | Eucir de Souza         | Indicado  | [ 124 ] |
| 2019 | Prêmio Notícias de TV     | Melhor Atriz Coadjuvante           | Ana Paula Tabalipa     | Indicado  | [ 124 ] |
| 2019 | Prêmio Notícias de TV     | Melhor Ator Coadjuvante            | Iano Salomão           | Venceu    | [ 124 ] |
| 2019 | Prêmio Notícias de TV     | Melhor Ator Coadjuvante            | Petrônio Gontijo       | Indicado  | [ 124 ] |
| 2019 | Prêmio Notícias de TV     | Melhor Atriz Juvenil               | Bárbara Reis           | Indicado  | [ 124 ] |
| 2019 | Prêmio Notícias de TV     | Melhor Atriz Juvenil               | Letícia Medina         | Indicado  | [ 124 ] |
| 2019 | Prêmio Notícias de TV     | Melhor Ator Juvenil                | Ricky Tavares          | Venceu    | [ 124 ] |
| 2019 | Prêmio Notícias de TV     | Melhor Atriz Revelação             | Camila Mayrink         | Venceu    | [ 124 ] |
| 2019 | Prêmio Notícias de TV     | Melhor Ator Revelação              | Fifo Benicasa          | Indicado  | [ 124 ] |
| 2019 | Prêmio Notícias de TV     | Melhor Ator Revelação              | Guilherme Dellorto     | Indicado  | [ 124 ] |
| 2019 | Prêmio Notícias de TV     | Melhor Atriz Participação Especial | Talita Castro          | Indicado  | [ 124 ] |
| 2019 | Prêmio Notícias de TV     | Melhor Ator Participação Especial  | Alexandre Slaviero     | Indicado  | [ 124 ] |
| 2019 | Prêmio Notícias de TV     | Melhor Ator Participação Especial  | Paulo César Pereio     | Indicado  | [ 124 ] |
| 2019 | Prêmio Notícias de TV     | Melhor Ator Juvenil                | Luiz Eduardo Toledo    | Venceu    | [ 124 ] |
| 2019 | Prêmio Notícias de TV     | Melhor Ator Juvenil                | DJ Amorim              | Indicado  | [ 124 ] |
| 2019 | Troféu Internet           | Melhor Novela                      | Paula Richard          | Indicado  |         |
| 2019 | Troféu Internet           | Melhor Ator                        | Dudu Azevedo           | Indicado  |         |

## Controvérsias
Em janeiro de 2018 o ator Theo Becker – que não era cogitado para o elenco da telenovela, sequer como protagonista – começou uma campanha em suas redes sociais pedindo para interpretar o personagem central. Mesmo sem obter resposta da direção, o ator começou um processo de aprimoramento para o personagem, que incluiu deixar o cabelo e barba crescerem, perder 1 kg por dia de toda massa muscular ganhada na musculação ao longo dos anos para ficar magro e até mesmo se batizar, além de publicar diariamente sobre a martirização em busca do papel. Em 4 de março, sem conseguir chegar até os diretores da telenovela, o ator desabafou em suas redes sociais que "A Record insiste em me tirar do ar porque sou macho demais para uma emissora onde todos os galãs são gays" e, após diversas críticas, apagou a publicação, afirmando que havia sido hackeado. Toda confusão envolvendo a busca pelo papel chamou atenção pública, que destacou a necessidade do ator buscar ajuda psiquiátrica.
Durante o período de sua exibição diversos membros da Igreja Católica, como o arcebispo da arquidiocese de Goiânia, dom Washington Cruz, estavam promovendo um boicote à novela por considerarem-na uma afronta aos dogmas católicos acerca da  virgindade perpétua de Maria (mãe de Jesus).

## PossívelSpin-off
Uma minissérie, uma espécie de spin-off da novela, sobre Maria Madalena, chegou a ter uma sinopse desenvolvida por Meuri Luiza, uma das colaboradores de roteiro da novela, marcando o retorno de Day Mesquita como protagonista. Porém a RecordTV decidiu não investir na produção, internamente foi comentado que a história da personagem já foi bem desenvolvida na trama.